# Windauer Ache
Die Windauer Ache ist ein Wildbach im landschaftlich schönen Windautal in den Kitzbüheler Alpen in Tirol.

## Verlauf
Die Ache entspringt dem Reinkarsee auf etwa 2200 m ü. A. und verläuft im mittleren Teil durch eine etwa 4 km lange Schlucht. In Hopfgarten mündet die Windauer Ache in einer Engstelle in die Brixentaler Ache, welche ihrerseits in Wörgl in den Inn mündet.
Die Ache fließt durch die Gemeindegebiete von Westendorf und Hopfgarten.

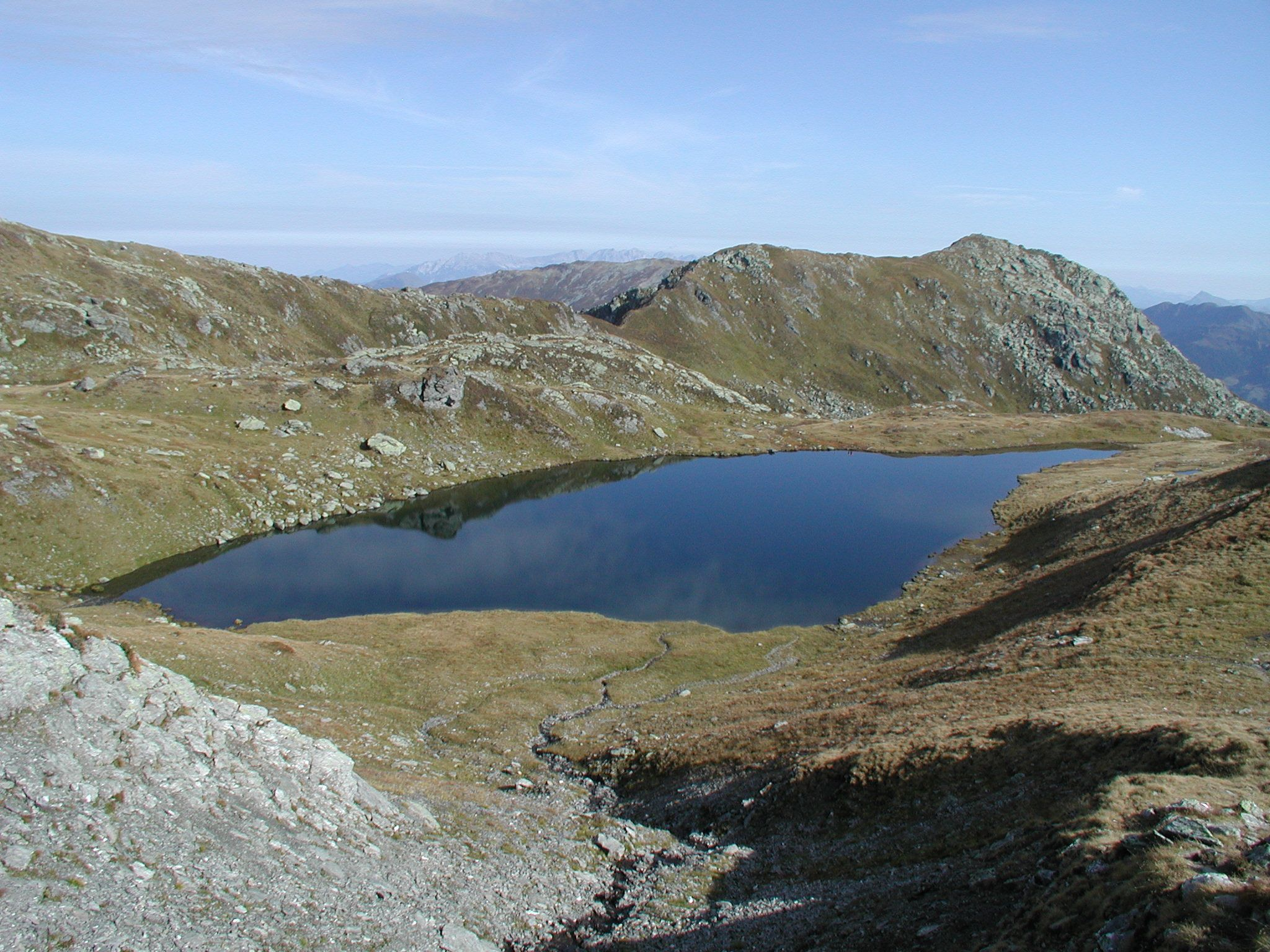
Das Quellgebiet am Rainkarsee
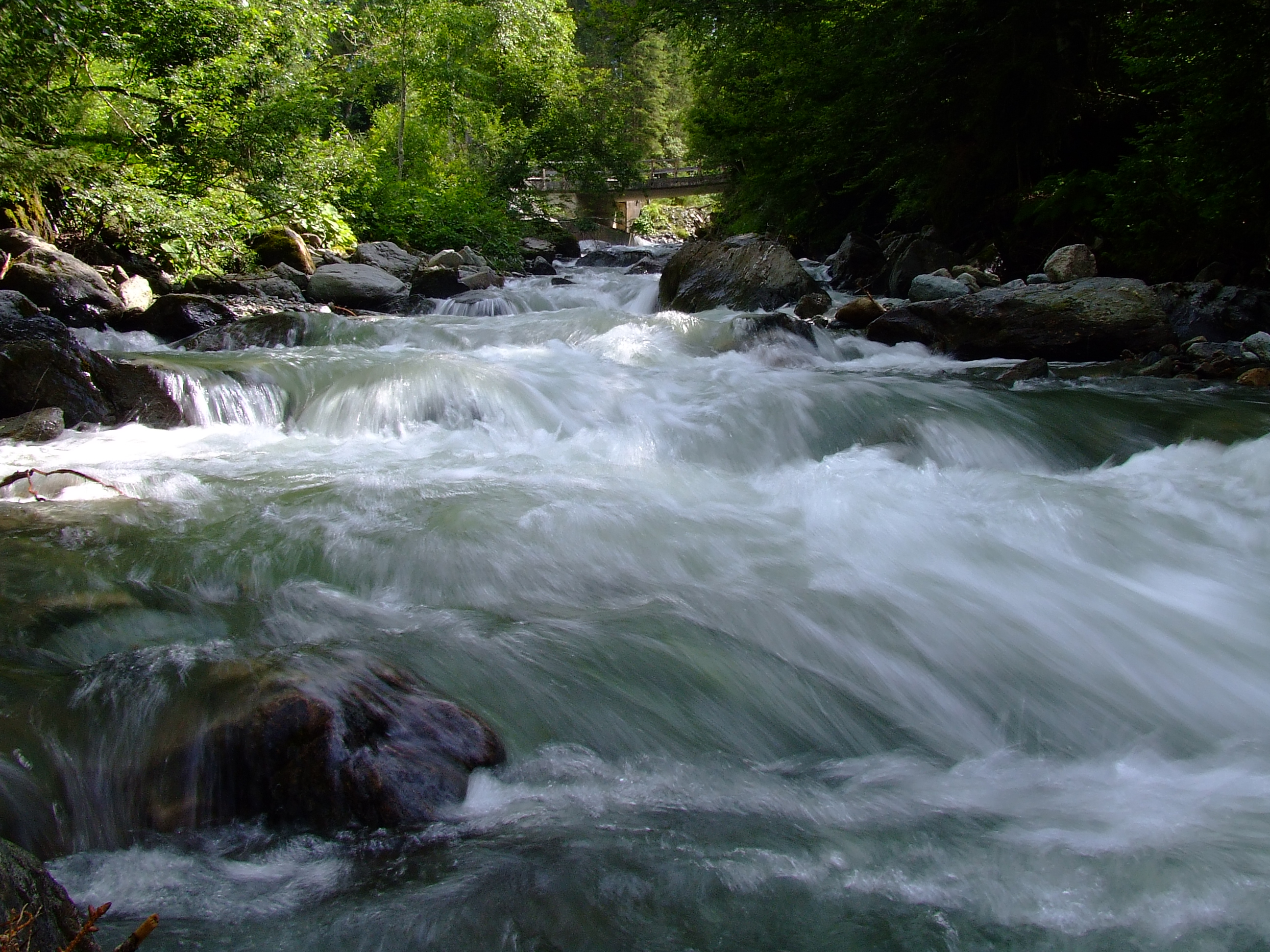
Die Ache im Talverlauf

## Einzugsgebiet und Wasserführung
Die Windauer Ache entwässert ein Einzugsgebiet von 82,4 km², das sich über mehr als 1800 Höhenmeter bis zum Kröndlberg (2440 m ü. A.) erstreckt.
Der mittlere Abfluss am Pegel Unterwindau, 0,59 km oberhalb der Mündung, beträgt 3,42 m³/s, was einer relativ hohen Abflussspende von 41,7 l/s·km² entspricht. Die Windauer Ache weist ein nivales Abflussregime auf, das von der Schneeschmelze in den höheren Lagen des Einzugsgebietes geprägt ist. Der mittlere Abfluss ist im wasserreichsten Monat Mai mit 6,87 m³/s gut fünfmal höher als im wasserärmsten Monat Jänner mit 1,24 m³/s.

## Hochwasser
Ende Juli 2006 hat ein starkes Unwetter im gesamten Windautal enorme Schäden verursacht. Dabei wurden durch die Überflutung der Windauer Ache der Bachverbau, Brücken und Straßenteile weggerissen.
Die Investitionssumme bei der Wiederherstellung – und gleichzeitigem Verbau und Regulierung – belief sich auf ca. 860.000 Euro.

## Nutzung
Bei Wildwasserpaddlern ist die Windauer Ache (Schwierigkeitsgrad WW II bis WW V) sehr beliebt. Großer Beliebtheit bei Radfahrern erfreut sich die relativ flach ansteigende Straße entlang dem Unterlauf der Windauer Ache.